# Jean Chapelain
Jean Chapelain, född 4 december 1595 i Paris, död där 22 februari 1674, var en fransk författare.
Chapelain var själen i en vitter privatkrets, som från 1629 höll till hos kunglige sekreteraren Valentin Conrart. Genom Richelieus ingripande fick sammankomsterna en officiell prägel och ombildades 1635, efter förebild av La Crusca i Florens, till Académie française.
Chapelain, som var en efterföljare till François de Malherbe och dennes av Aristoteles influerade tankegångar, blev den som drog upp stadgarna för akademien. Själv är han främst känd för sitt nationalepos La pucelle (1656) om Jeanne d'Arc.